# Jonatan Eibeschütz
Jonatan Eibeschütz ben Natan Nata (Ejbeszic, Ajbeszic) (ur. około 1690 w Krakowie lub Pińczowie, zm. 18 września 1764  w Altonie) – mistyk żydowski, wybitny znawca Talmudu.

## Życiorys
Ojciec Jonatana Eybeschütza, Nosson Nota, był rabinem w Ivančicach. Eibeschütz studiował w jesziwie w Nikolsburgu, a później w Prościejowie w jesziwie gaona rabina Meira Eisenstadta, autora Panima Meirotha. Tam zetknął się z kryptosabatajczykiem Meirem ben Izaakiem z Eisenstadt. Po śmierci matki Jonathan znalazł schronienie u rabina Icchaka Spiry, naczelnego rabina Pragi i Czech. Ożenił się z Elkele Spira, córką rabina Icchaka Schapiro. Przez krótki czas przebywał w  Wiedniu. W 1708 roku został rabinem w Bolesławcu. Od 1714 roku stał na czele najsłynniejszej europejskiej jesziwy w Pradze i został słynnym kaznodzieją. W 1724 roku pod wpływem ruchów mesjanistycznych napisał traktat Wa-awo ha-jom el ha-ajin (I przyszedłem dzisiaj do źródła), który zdobył ogromną popularność wśród sabataistów, głównie polskich. Aby odsunąć od siebie podejrzenia o przynależność do sabataizmu, w 1725 roku podpisał się pod tekstem klątwy nałożonej na wyznawców Sabataja. W związku z tymi podejrzeniami nie został wybrany na rabina Pragi. W 1741 roku otrzymał nominację na rabina Metzu, ale będąc jeszcze pod panowaniem austriackim rozpoczął współpracę z wojskami francuskimi okupującymi Pragę. Został uznany za zdrajcę stanu i cesarzowa Maria Teresa skazała go na dożywotnie wygnanie. Objął stanowisko rabina w Metzu, a w 1750 roku – rabina połączonych gmin Hamburga, Altony i Wandsbeku, gdzie popadł w ostry konflikt z innym kandydatem, Jakubem Emdenem, który uważał, że Eybeschütz jako heretyk nie powinien w żadnym wypadku sprawować urzędu religijnego. Oskarżony o kryptosabataizm Eibeschütz wyjechał do Amsterdamu,  Przynależność Eibeschütza do ruchu sabataistycznego została dowiedziona, nadal jednak jest uważany za wybitnego przedstawiciela judaizmu rabinicznego. 
By ostatecznie zakończyć konflikt z Jakubem Emdenem, Jonathan Eybeschutz wniósł sprawę przed Sejm Czterech Ziem, który zwołał się w tym celu w Jarosławiu w 1753 roku. Ugruntowana została wówczas niewinność Jonatana, a spór, który spowodował wiele rozłamów w społecznościach żydowskich dobiegł końca.
Ukazało się trzydzieści jego prac z zakresu halachy.
Rabin Eybeschütz napisał także Luchoth Edut, w którym opisuje cały spór z Jakubem Emdenem i próbuje odeprzeć postawione mu zarzuty. Zawiera także listy polecające, które otrzymał od czołowych rabinów, którzy stanęli w jego obronie. W styczniu 2014 roku Maggid Books, oddział Koren Publishers Jerusalem opublikował „Derash Yehonatan: Around the Year with Rav Yehonatan Eybeshitz” autorstwa rabina Szaloma Hammera. Praca ta jest jednym z pierwszych angielskich przekładów pism rabina Eybeshütza.